# Mike Porcaro

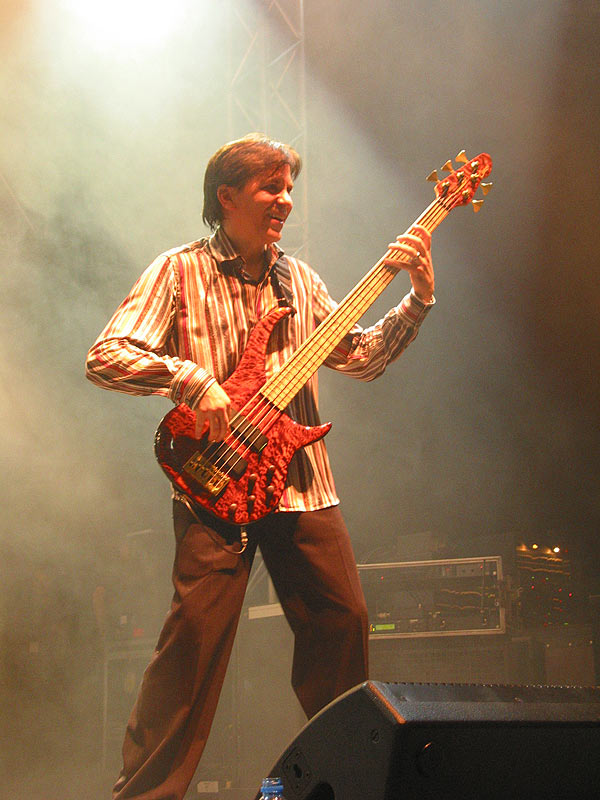
Mike Porcaro bei einem Live-Konzert (2005)

Michael „Mike“ Joseph Porcaro (* 29. Mai 1955 in Hartford, Connecticut, USA; † 15. März 2015 in Los Angeles, Kalifornien) war ein US-amerikanischer Bassist. Er war Mitglied der Rockband Toto.

## Leben
Mike Porcaro, auch bekannt unter den Spitznamen Groovemeister und Mr. Time, wuchs als zweitgeborener Sohn seiner Eltern Joe und Eileen Porcaro in seinem Geburtsort auf. In der Familie Porcaro war Musik alltäglich, und so begann Mike schnell, gemeinsam mit seinem Bruder Jeff Porcaro Schlagzeug zu spielen. Im Alter von elf Jahren zog er mit seiner Familie nach Los Angeles und begann im Alter von zwölf Jahren das Bass-Spielen zu erlernen. Später erlernte er außerdem die Instrumente Cello und Perkussion.
Porcaro spielte in der Highschool mit seinem Bruder Jeff und dem späteren Toto-Gründungsmitglied David Paich zusammen in einer Band. 1976 löste sich die Band auf, da Jeff Porcaro und David Paich gemeinsam mit Steve Lukather, David Hungate, Bobby Kimball und dem dritten Porcaro-Bruder Steve ihre neue Band Toto gründeten. Mike spielte in den Anfangsjahren von Toto noch nicht mit, sondern arbeitete als Session-Musiker für viele bekannte Namen, wie zum Beispiel Aretha Franklin, The Pointer Sisters oder Michael McDonald. 1982 ersetzte er dann David Hungate als Bassist bei Toto. Bis 2006 spielte Mike Porcaro mit der Band insgesamt 14 Alben ein und machte sämtliche Konzerttourneen mit. Zudem arbeitete er in den letzten Jahren wieder verstärkt an fremden Produktionen mit, unter anderem für Carlos Santana, Ricky Martin und Radioactive, ein Projekt des schwedischen Rock-Gitarristen Tommy Denander. Auch am Toto-Album Falling In Between, das im Februar 2006 erschienen ist, hat er mitgearbeitet.
Obwohl er eigentlich Linkshänder war, spielte er dennoch Rechtshänder-Instrumente. Er begründete dies damit, dass es ihm von Anfang an so beigebracht worden sei. Auf der Bühne spielte er zuletzt fünfsaitige Bässe von Peavey und G&L. 2006 erlitt Mike Porcaro eine Verletzung an der linken Hand und klagte zudem über ein Taubheitsgefühl in den Fingern; er wurde daher auf der Falling in Between-Tour 2007 durch Leland Sklar ersetzt.
Am 27. Februar 2010 gab die im Jahr 2008, nicht zuletzt aufgrund von Porcaros Krankheit, zunächst aufgelöste Band auf ihrer offiziellen Website bekannt, dass Mike Porcaro unheilbar an Amyotropher Lateralsklerose (ALS) erkrankt sei und die Band im Juli 2010 mit den meisten ehemaligen Mitgliedern, einschließlich Steve Porcaro, auf eine Kurztournee nach Europa gehe, um ihn zu unterstützen. Seit dieser Tournee, der weitere Auftritte folgten, wurde Mike Porcaro weiterhin als offizielles Mitglied von Toto genannt (und war daher unmittelbar an den Einnahmen beteiligt). Er saß mittlerweile jedoch im Rollstuhl und konnte nicht mehr selbst auftreten. Mike Porcaro starb am 15. März 2015 im Alter von 59 Jahren an den Folgen seiner Erkrankung in seinem Zuhause in Los Angeles.

## Diskografie (Auszug)
- 1978: Energy (Pointer Sisters), Live And More (Donna Summer)
- 1980: Aretha (Aretha Franklin)
- 1981: Black & White (Pointer Sisters)
- 1982: If That’s What It Takes (Michael McDonald), Toto IV (Toto, Cello auf Good for You)
- 1984: Isolation (Toto)
- 1986: Fahrenheit (Toto)
- 1988: The Seventh One (Toto)
- 1990: Past To Present (Toto)
- 1991: Heart Of Stone (Cher)
- 1992: Kingdom Of Desire (Toto)
- 1993: Absolutely Live (Toto)
- 1995: Tambu (Toto)
- 1998: XX (Toto), Vuelve (Ricky Martin)
- 1999: Mindfields (Toto), Livefields (Toto), Supernatural (Santana)
- 2001: Ceremony Of Innocence (Radioactive)
- 2002: Through The Looking Glass (Toto)
- 2003: Live in Amsterdam (Toto), Yeah (Radioactive)
- 2005: Taken (Radioactive)
- 2006: Falling In Between (Toto)